# Петър Логинов
Пьотър (Петър) Петр	ович Логинов (на руски: Петр Петрович Логинов) е руски офицер, генерал-лейтенант. Участник в потушаването на Полското въстание (1863 – 1864), Руско-турската война (1877 – 1878) и Руско-японската война (1904 – 1905). Български офицер, полковник. Началник на Западния военен отдел в Министерството на войната на Княжество България и командир на 1-ва пехотна бригада от Българската войска.

## Биография
Петър Логин е роден на 24 април 1842 г. в Руската империя. Постъпва на военна служба на 13 юни 1862 г. Завършва Павловски кадетски корпус с назначение в лейбгвардейския Литовски полк.
Завършва и Николаевска инженерна академия.
Освободен от руска служба на 24 февруари 1880 г. Постъпва в Българската армия и на 3 януари 1880 г. е назначен за началник на Западния военен отдел в Министерството на войната. По-късно служи като командир на 1-ва пехотна бригада.
Връща се в Русия и постъпва в Руската армия на 1 февруари 1884 г.
Генерал-лейтенант Петър Логинов умира на 6 февруари 1910 г.

## Военни звания
- Подпоручик (13 юни 1862)
- Поручик (26 юли 1864)
- Щабскапитан (16 април 1867)
- Капитан (30 април 1875)
- Полковник (27 юли 1877)
- Генерал-майор за отличие (30 август 1889)
- Генерал-лейтенант за отличие (11 ноември 1904)

## Образование
- Павловски кадетски корпус
- Николаевска инженерна академия

## Заемани длъжности
- Командир на рота (3 години и 2 месеца)
- Старши адютант завеждащ домакинството в полевия щаб на действащата армия (2 ноември 1876 – 26 юни 1879)
- Началник на Западния военен отдел от Българската войска (от 3 януари 1880)
- Командир на 1-ва пехотна бригада от Българската войска
- Командир на гвардейска батарея (20 юни 1884 – 5 септември 1885)
- Командир на 146-и Царицински пехотен полк (5 септември 1885 – 14 ноември 1888)
- Командир на Лейбгваредейския гренадирски пехотен полк (14 ноември 1888 – 9 ноември 1898)
- Командир на 1-ва бригада от 2-ра гвардейска пехотна дивизия (2 ноември 1895 – 24 ноември 1899)
- Офицер на разпореждане на командването на 2-ра Манджурска армия (11 ноември 1904 – 3 януари 1906)
- Офицер на разпореждане на началника на генералния щаб (3 януари 1906 – 15 декември 1906)
- Управление на генерал-инспектора на пехотата (15 декември 1906 – 28 ноември 1907)
- Генерал за поръчки при генерал-инспектора на пехотата (от 28 ноември 1907)

## Награди
- Орден „Свети Владимир“ IV степен с мечове и лента (1878)
- Орден „Свети Станислав“ I степен (1895)
- Орден „Света Анна“ I степен (1898)
- Орден „Свети Владимир“ II степен с мечове (1905)